# Pas på varerne, Arne!
Radiotegneserien Pas på varerne, Arne! blev sendt som føljeton i Børneradio fra vinteren frem til sommeren 1984.
Serien fortæller i 93 afsnit, hvert af ca. 4 minutters varighed, historien om familien L Hansens tildragelser under en charterferie til Gran Canaria. Skabere af serien er Steen Rasmussen (forfatter og fortæller) og Michael Wikke (forfatter og stemmer), der i afsnittene også spiller og sammen udgør Pas på varene, Arne!-redaktionen.

## Handling
Arne er 12 år og bor med sin mor og far på Primulavænget i "de vestlige forstæder". Arnes mor elsker charterferier og ser et tilbud på en Gran Canaria-tur til 1995 kr., så Arne må tage fri fra skole for 3. gang i indeværende skoleår. Arne, der hjemme plejer at dagdrømme må dog snart se virkeligheden overgå drømmene, da ferien tager en uventet drejning, idet han møder en pige, hvis onde stedfar, EDB-manden Harry er rodet ind i en affære om tyveri af programkode til videospil fra arbejdspladsen i Herlev.  

## Persongalleri
Hovedpersoner
- Arne "L" Hansen - lyshåret dagdrømmer og arkadespil higscore-indehaver med alt for store briller
- Lillian Lissie[d] Hansen - Arnes moder, lige så stor som Darth Vader[e]
- Børge "EL" Hansen / Paven i Rom[f] - Arnes fader, elektriker, ligner den mindste af Daltonbrødrene[g]
- Tina - pigen med tænder, der sidder hulter til bulter i munden, på en utroligt sød måde
- Tinas onde stedfar, EDB-manden Harry
- Rudy[h] fra Rågeleje - 15-årig punker med efternavnet Larsen, lilla hanekam og en sangstemme som Poul Bundgaards
- Señor (eller Don[i]) López - Skurk, gangsterchef, splatterfilm- og videospilproducent, hotelejer og skibsreder med speciale i pensionistrejser
- Gorilla-brødrene[j] - hans håndlangere, 2 m på hver led og bruger skostørrelse 57[k]

Bipersoner
- DR's bedste reportere Thyge & Tyge[l]
- Ramses Mortensen - Bornholmsk flybortfører[2]
- Sataniske Reinhardt - filmtorturbøddel med ondskabsfuld latter og styrmand[m] på Don López' krydstogtskib, Conquistador
- Oskar von Strohhut[3] - skaber af bl.a. filmkunstværket: Død, damer og ondskabsfuld latter
- Heinz - Señor López' døvstumme sandhedsserumspecialist[n]

## Om serien
Serien brød ofte den 4. væg ved at lade seriens personer interagere med skaberne på tværs af tid og rum og stille spørgsmål til huller i plottet og endog påvirke historiens gang gennem indgriben fra forfatterne. Derudover benyttedes også gæsteoptrædener og facts tjekkes via telefonopkald til og fra både kendte og opdigtede personer. Georg Metz og Poul Erik Andersson giver handlingsreferater, mens Tommy Seebach med flygel bliver inviteret til Gran Canaria for at udtrykke Børges følelser i en sang. En muligvis uforberedt og en anelse desorienteret Poul Bundgaard giver et seriøst svar på om, hvorvidt den 15-årige punker Rudy fra Rågeleje virkelig kan synge lige så godt som ham. Derudover ringer Redaktionen i afsnit 80 til en ligeledes uforberedt og indledningsvis skeptisk SAS-medarbejder og får dagsprisen på en flyvebillet til København. Serien indeholder kommentarer og referencer til tidens populærkultur, Walkmen, bip-spil, Electric Boogie, splatterfilm på video, Bent Jørgensen, Kim Schumacher, Radio Rita, Radio Århus, Star Wars og WarGames og ligesom resten af Wikke/Rasmussen-universet også James Bond-filmene, Monty Python og naturligvis Jørgen Clevin.
I lighed med en traditionel tegneserie, hvor hver side afsluttes med en cliffhanger, blev hvert afsnit, på nær det sidste, afsluttet på samme måde med tre dramatiske toner og ordene Hvordan skal det hele ende? Svaret får du i næste nummer af Pas på varerne, Arne! En radiotegneserie. Cliffhangeren kunne til tider have karakter af en leg, der går ud på at give medforfatteren et umuligt oplæg til næste afsnit. Således blev der fx gjort ihærdige forsøg på at aflive Arne i afsnit 53-56 med mere og mere fantasifulde redninger, først udløst af "lytterprotester" i stil med reaktionerne på Sherlock Holmes styrt i Reichenbach-faldet og en drageeksperts indsigelse over for indflyvningshastigheden på Arnes hangglider og til sidst en forældre- og pædagogprotest mod for meget vold i serien.
Serien kunne i sin helhed høres eller genhøres på DR Bonanza indtil stedet blev nedlagt. Det er uvist om og hvornår den vil blive tilgængelig på Dansk Kulturarv.

## Fodnoter
1. ↑  af København (afs. 3), dog i Vanløse (afs. 35; Arne er medlem af Vanløse Videoklub og afs. 75; det store forkromede overblik [handlingsreferat -red.]) og Valby (afs. 93). Arne har dog både 200 meter-mærket fra Vestbadet og den store livredderprøve (afs. 55) og Børge har pløjet det lokale bibliotek i Brøndbyøster tyndt for bøger som havde med livet på de store have at gøre (afs. 88)
2. ↑  (som James Thurbers Walter Mitty) ofte om af være James Bond (afs. 6) eller Arne Marlowe (afs. 18), pilot i Star Wars (afs. 3) og Humphrey Bogart i Casablanca (afs. 5)
3. ↑  betegnes i de tidlige afsnit som en "formel" (afs. 17)
4. ↑  eller Lissy
5. ↑  og ligner Grethe Sønck mere end Rudy fra Rågeleje ligner Poul Bundgaard (afs. 76)
6. ↑  afs. 33-57
7. ↑  sandsynligvis ikke virkelighedens, men fra tegneserien Lucky Luke
8. ↑  eller Rudi, introduceres afs. 71
9. ↑  som i Don Corleone fra afs. 37, dog med tilbagefald til Señor i afs. 40, 44 og 46
10. ↑  hvoraf den ene hedder Tonny
11. ↑  afs. 18 og 80 eller str. 51 (afs. 17)
12. ↑  eller kombinationer heraf
13. ↑  det er mig, der styrer skibet (afs. 91)
14. ↑  afs. 49, måske med Dr. Krollspell i Tintins Flight no. 714 til Sydney som forlæg
15. ↑  gorilla-brødrene låser fx i afs. 24 forfatterne inde i et skab
16. ↑  Lillian overhører, hvad der sker med Arne i López' villa i afs. 37 og 39 og samtaler med fortælleren (Steen Rasmussen), der ikke kan hjælpe. På kanten af at falde i afmagt skriver hun et postkort og beder redaktionen ringe tilbage til hotellet og får endelig lidt hjælp af Steen (afs. 42)
17. ↑  87.950 pesetas (op mod 6000 kr. i 2025)
18. ↑  ødelæg dig selv-spillet afs. 49
19. ↑  fx afs. 49 ombytning af datasette-bånd som i Diamanter varer evigt, hangglidere i Lev og lad dø og Moonraker (afs. 51 ff.
20. ↑  fx Stake your claim (Palle Hansen sidst i afs. 13), We were poor (Ramses Mortensen afs. 66), Københavns kamikaze-kor/Judean People's front crack suicide squad (afs. 48)
21. ↑  [smask]